# Romário Leitão
Romário Martins Leitão (* 16. Januar 1997 in Amadora) ist ein Leichtathlet aus São Tomé und Príncipe.

## Karriere
Leitão nahm an den Olympischen Sommerspielen 2016 teil und belegte beim 5000-Meter-Lauf den 25. Platz seines Vorlaufes und schied aus.